# Paul Kruger
Stephanus Johannes Paulus Kruger, bedst kendt som Paul Kruger (født 10. oktober 1825, død 14. juli 1904) var en fremtrædende leder for boerne og præsident for republikken Transvaal i Sydafrika. Krugerranden viser Paul Krugers profil.
1. ↑  Navnet er anført på engelsk og stammer fra Wikidata hvor navnet endnu ikke findes på dansk.